# Championnat de France féminin de football de deuxième division
Pour les articles homonymes, voir Championnat de France de football de deuxième division.
Le championnat de France féminin de football de deuxième division, aussi appelé L2 féminine et officiellement Seconde Ligue, est le deuxième échelon national du football féminin français. Créé pour la première fois en 1982 avant de disparaître en 1986, il renaît en 1992 sous le nom de National 1B avant de se dénommer Division 2 (D2F) en 2002 puis Seconde Ligue en 2024.
De 1982 à 1986, le championnat n'existe pas réellement, un titre de champion de deuxième division est attribué lors d'un tournoi de consolante mettant aux prises les équipes éliminées de Division 1 lors du premier tour de ce championnat. Ce n'est qu'en 1992 qu'apparaît réellement une deuxième division avec un système de promotion relégation vers la première division.
Le FC Vendenheim est le club qui a remporté le plus de titres de deuxième division (3).

## Histoire

### 1982-1986: Le Championnat de France Féminin - Division 2
Au départ, le championnat de seconde division offre une formule un peu particulière. En effet, la première phase comporte 48 équipes et les 24 premières étant admises pour concourir pour le titre de 1re division alors que les 24 autres concourent à celui de seconde division.

### 1992-2002: Le Championnat de Nationale 1B
De 1992 à 2002, le championnat de seconde division se nomme Nationale 1B. Cette division est en fait constituée de trois groupes dont les vainqueurs se retrouvent lors d'un tournoi final qui désigne le vainqueur.

### 2002-2010: La Division 2
Avec la création de la Division 3, le championnat est renommé et réorganisé. Il ne comporte que deux groupes et le vainqueur est celui qui remporte le tournoi final réunissant les deux premiers de chacun des deux groupes.

### 2010-2023: La suppression de la Division 3

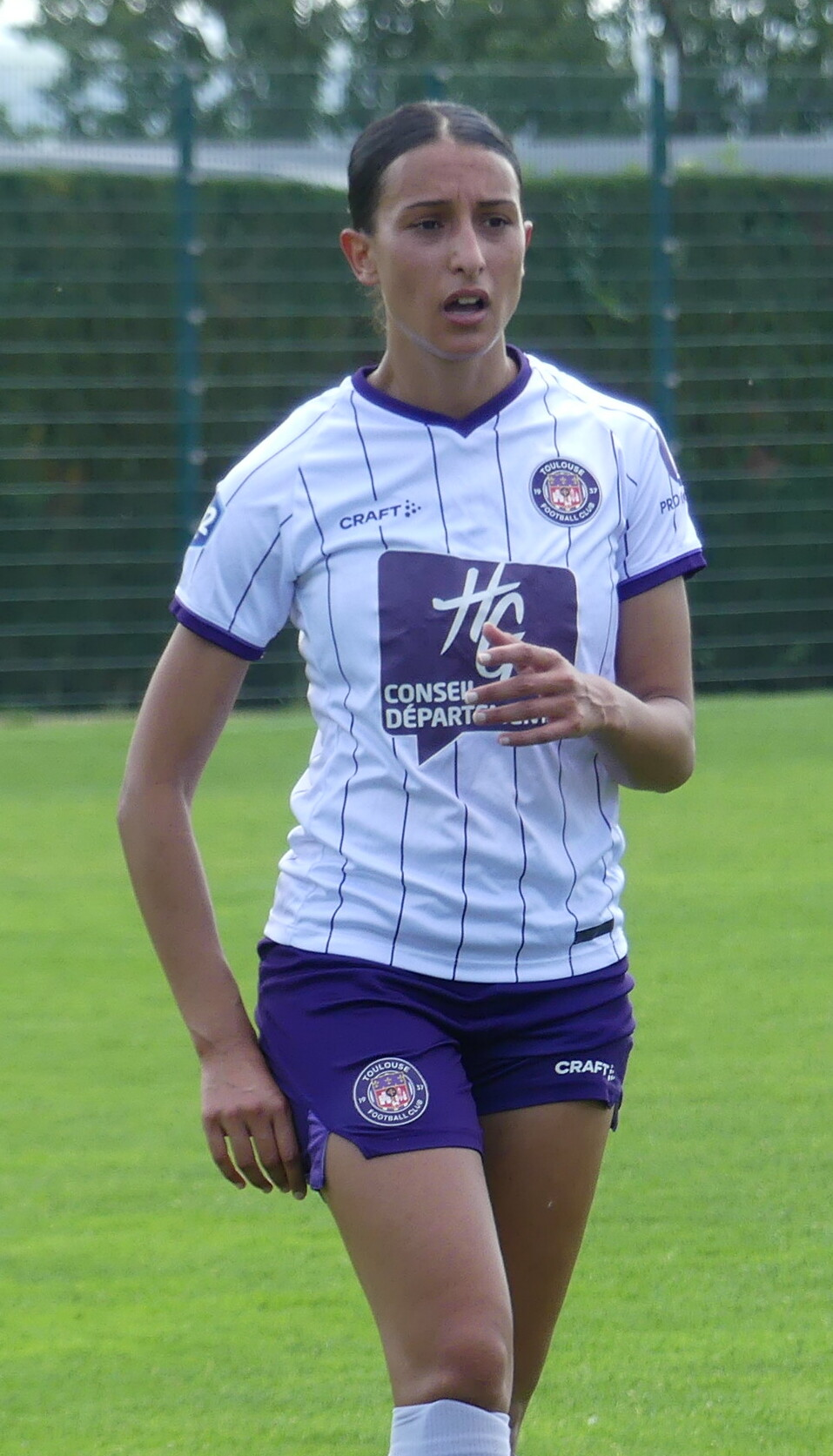
Le Toulouse FC, club national important durant la saison 2022-2023.

En 2010, la Division 3 est supprimée. La Division 2 est alors constituée de trois groupes de douze équipes, le premier de chaque groupe est promu à la fin de la saison en Division 1 alors que les deux derniers sont relégués en Division d'Honneur.
Le titre de champion de France de Division 2 est attribué à la meilleure des équipes premières de groupe : ces équipes sont départagées par le nombre de points obtenus lors des rencontres aller et retour les ayant opposés aux cinq autres équipes les mieux classées de leur groupe.
Depuis la saison 2016-2017, la D2F n'est plus composée que de 2 groupes de 12 équipes pour seulement deux accessions en Division 1 à l'issue de la saison.
Le 12 mars 2020, l'édition 2019-2020 est suspendue par la Fédération française de football en raison de la pandémie relative au COVID-19. La compétition est définitivement arrêtée le 16 avril 2020 ; la fixation des classements est faite selon le quotient nombre de points obtenus / nombre de matchs joués.
La même année, les règles d'accession à la D2 pour les clubs évoluant en Régional 1 sont modifiées, seuls 4 équipes pouvant espérer accéder à la D2. La décision est vivement critiquée par de nombreux clubs, qui dénoncent l’inégalité de traitement entre le foot féminin et le foot masculin, et l'absence de perspectives pour les pôles féminins créés. Ils demandent  en contrepartie la recréation d'une D3.

### 2023-: Le retour de la Division 3
En juin 2022, la FFF vote pour le retour du troisième niveau (D3) pour la saison 2023-2024 entre la D2 et les divisions régionales. La division 2 est réduite de 24 à 12 équipes sur le modèle de la D1 avec une poule unique.
Une Ligue féminine de football professionnel (LFFP) interne à la fédération est créée afin de professionnaliser la D1 et la D2 et développer les ressources du championnat. Elle est dotée la première année d'un budget de 7,3 millions d'euros, .  Cette dernière est présentée officiellement le 29 avril 2024, en même temps que le nouveau nom du championnat, la Seconde Ligue.

## Palmarès
| Édition     | Saison     | Champion                                                                | Vice-champion                                                           | Troisième                                                               | Clubs                                                                   | Matchs                                                                  | Meilleure buteuse                                                       | Meilleure buteuse                                                       |            |            |            |            |
| Édition     | Saison     | Champion                                                                | Vice-champion                                                           | Troisième                                                               | Clubs                                                                   | Matchs                                                                  | Joueuse                                                                 | Nbr                                                                     |            |            |            |            |
| Division 2  | Division 2 | Division 2                                                              | Division 2                                                              | Division 2                                                              | Division 2                                                              | Division 2                                                              | Division 2                                                              | Division 2                                                              | Division 2 | Division 2 | Division 2 | Division 2 |
| ----------- | ---------- | ----------------------------------------------------------------------- | ----------------------------------------------------------------------- | ----------------------------------------------------------------------- | ----------------------------------------------------------------------- | ----------------------------------------------------------------------- | ----------------------------------------------------------------------- | ----------------------------------------------------------------------- | ---------- | ---------- | ---------- | ---------- |
| 1re         | 1982-1983  | FCF Condéen                                                             | Paris Saint-Germain                                                     | Pas de classement                                                       | 48                                                                      | 245                                                                     | Aucune donnée connue, votre aide est la bienvenue.                      | Aucune donnée connue, votre aide est la bienvenue.                      |            |            |            |            |
| 2e          | 1983-1984  | FCE Le Neubourg                                                         | AS Saint-Quentin                                                        | Pas de classement                                                       | 48                                                                      | 250                                                                     | Aucune donnée connue, votre aide est la bienvenue.                      | Aucune donnée connue, votre aide est la bienvenue.                      |            |            |            |            |
| 3e          | 1984-1985  | AO Boranaise                                                            | Paris Saint-Germain                                                     | Pas de classement                                                       | 48                                                                      | 250                                                                     | Aucune donnée connue, votre aide est la bienvenue.                      | Aucune donnée connue, votre aide est la bienvenue.                      |            |            |            |            |
| 4e          | 1985-1986  | US Villaines                                                            | FCF Juvisy                                                              | Pas de classement                                                       | 48                                                                      | 240                                                                     | Aucune donnée connue, votre aide est la bienvenue.                      | Aucune donnée connue, votre aide est la bienvenue.                      |            |            |            |            |
| National 1B |            |                                                                         |                                                                         |                                                                         |                                                                         |                                                                         |                                                                         |                                                                         |            |            |            |            |
| 5e          | 1992-1993  | OS Monaco                                                               | Stade quimpérois                                                        | Blanc-Mesnil SF                                                         | 30                                                                      | 273                                                                     | Aucune donnée connue, votre aide est la bienvenue.                      | Aucune donnée connue, votre aide est la bienvenue.                      |            |            |            |            |
| 6e          | 1993-1994  | Toulouse OAC                                                            | US Orléans                                                              | Paris Saint-Germain                                                     | 30                                                                      | 273                                                                     | Aucune donnée connue, votre aide est la bienvenue.                      | Aucune donnée connue, votre aide est la bienvenue.                      |            |            |            |            |
| 7e          | 1994-1995  | Caluire SCSC                                                            | US Mans                                                                 | AS Saint-Memmie                                                         | 30                                                                      | 273                                                                     | Aucune donnée connue, votre aide est la bienvenue.                      | Aucune donnée connue, votre aide est la bienvenue.                      |            |            |            |            |
| 8e          | 1995-1996  | ESOFV La Roche-sur-Yon                                                  | USO Bruay-la-Buissière                                                  | Celtic de Beaumont                                                      | 30                                                                      | 273                                                                     | Aucune donnée connue, votre aide est la bienvenue.                      | Aucune donnée connue, votre aide est la bienvenue.                      |            |            |            |            |
| 9e          | 1996-1997  | Montpellier Le Crès                                                     | Stade quimpérois                                                        | AS Saint-Quentin                                                        | 30                                                                      | 273                                                                     | Aucune donnée connue, votre aide est la bienvenue.                      | Aucune donnée connue, votre aide est la bienvenue.                      |            |            |            |            |
| 10e         | 1997-1998  | Caluire SCSC                                                            | Croix Blanche                                                           | US Orléans                                                              | 30                                                                      | 273                                                                     | Aucune donnée connue, votre aide est la bienvenue.                      | Aucune donnée connue, votre aide est la bienvenue.                      |            |            |            |            |
| 11e         | 1998-1999  | Saint-Memmie Olympique                                                  | Stade quimpérois                                                        | FC Félines Saint-Cyr                                                    | 30                                                                      | 273                                                                     | Aucune donnée connue, votre aide est la bienvenue.                      | Aucune donnée connue, votre aide est la bienvenue.                      |            |            |            |            |
| 12e         | 1999-2000  | SC Schiltigheim                                                         | ES Cormelles-le-Royal                                                   | Celtic de Marseille                                                     | 30                                                                      | 273                                                                     | Aucune donnée connue, votre aide est la bienvenue.                      | Aucune donnée connue, votre aide est la bienvenue.                      |            |            |            |            |
| 13e         | 2000-2001  | Paris Saint-Germain                                                     | Caluire SCSC                                                            | Tours FC                                                                | 30                                                                      | 273                                                                     | Aucune donnée connue, votre aide est la bienvenue.                      | Aucune donnée connue, votre aide est la bienvenue.                      |            |            |            |            |
| 14e         | 2001-2002  | USO Bruay-la-Buissière                                                  | Stade quimpérois                                                        | FCF Monteux                                                             | 30                                                                      | 273                                                                     | Aucune donnée connue, votre aide est la bienvenue.                      | Aucune donnée connue, votre aide est la bienvenue.                      |            |            |            |            |
| Division 2  |            |                                                                         |                                                                         |                                                                         |                                                                         |                                                                         |                                                                         |                                                                         |            |            |            |            |
| 15e         | 2002-2003  | FCF Hénin-Beaumont                                                      | US Compiègne                                                            | FCF Monteux                                                             | 20                                                                      | 186                                                                     | Aucune donnée connue, votre aide est la bienvenue.                      | Aucune donnée connue, votre aide est la bienvenue.                      |            |            |            |            |
| 16e         | 2003-2004  | FC Vendenheim                                                           | FCF Condéen                                                             | SC Schiltigheim                                                         | 20                                                                      | 186                                                                     | Aucune donnée connue, votre aide est la bienvenue.                      | Aucune donnée connue, votre aide est la bienvenue.                      |            |            |            |            |
| 17e         | 2004-2005  | US Compiègne                                                            | ESOFV La Roche-sur-Yon                                                  | FCF Monteux                                                             | 20                                                                      | 186                                                                     | Aucune donnée connue, votre aide est la bienvenue.                      | Aucune donnée connue, votre aide est la bienvenue.                      |            |            |            |            |
| 18e         | 2005-2006  | FCF Condéen                                                             | Stade briochin                                                          | RC Saint-Étienne                                                        | 20                                                                      | 186                                                                     | Aucune donnée connue, votre aide est la bienvenue.                      | Aucune donnée connue, votre aide est la bienvenue.                      |            |            |            |            |
| 19e         | 2006-2007  | FC Vendenheim                                                           | RC Saint-Étienne                                                        | Saint-Memmie Olympique                                                  | 20                                                                      | 186                                                                     | Corinne Lebailly                                                        | 25                                                                      |            |            |            |            |
| 20e         | 2007-2008  | FCF Nord Allier Yzeure                                                  | FCF Condéen                                                             | CPBB Rennes                                                             | 20                                                                      | 186                                                                     | Lilas Traïkia                                                           | 21                                                                      |            |            |            |            |
| 21e         | 2008-2009  | ESOFV La Roche-sur-Yon                                                  | Montigny AS                                                             | Pas de classement                                                       | 24                                                                      | 264                                                                     | Marine Augis                                                            | 25                                                                      |            |            |            |            |
| 22e         | 2009-2010  | Rodez AF                                                                | Le Mans FC                                                              | Pas de classement                                                       | 24                                                                      | 264                                                                     | Sarah Palacin                                                           | 25                                                                      |            |            |            |            |
| 23e         | 2010-2011  | FC Vendenheim                                                           | AS Muretaine                                                            | ASJ Soyaux                                                              | 36                                                                      | 396                                                                     | Fanny Tenret                                                            | 25                                                                      |            |            |            |            |
| 24e         | 2011-2012  | Toulouse FC                                                             | Arras FCF                                                               | FF Issy                                                                 | 36                                                                      | 396                                                                     | Sandra Maurice                                                          | 28                                                                      |            |            |            |            |
| 25e         | 2012-2013  | FCF Hénin-Beaumont                                                      | ASJ Soyaux                                                              | AS Muretaine                                                            | 36                                                                      | 396                                                                     | Fanny Tenret                                                            | 30                                                                      |            |            |            |            |
| 26e         | 2013-2014  | ASPTT Albi                                                              | AS Algrange                                                             | FF Issy                                                                 | 36                                                                      | 396                                                                     | Valérie Gauvin                                                          | 32                                                                      |            |            |            |            |
| 27e         | 2014-2015  | VGA ST-Maur                                                             | ESOFV La Roche-sur-Yon                                                  | Nîmes Métropole Gard                                                    | 36                                                                      | 396                                                                     | Marlyse Ngo                                                             | 43                                                                      |            |            |            |            |
| 28e         | 2015-2016  | Olympique de Marseille                                                  | FC Metz                                                                 | Girondins de Bordeaux                                                   | 36                                                                      | 396                                                                     | Laury Jesus Sarah Cambot                                                | 24                                                                      |            |            |            |            |
| 29e         | 2016-2017  | Lille OSC                                                               | FCF Val d'Orge                                                          | Pas de classement                                                       | 24                                                                      | 264                                                                     | Jana Coryn                                                              | 23                                                                      |            |            |            |            |
| 30e         | 2017-2018  | FC Metz                                                                 | Dijon FCO                                                               | Pas de classement                                                       | 24                                                                      | 264                                                                     | Marlyse Ngo                                                             | 28                                                                      |            |            |            |            |
| 31e         | 2018-2019  | Stade de Reims                                                          | Olympique de Marseille                                                  | Pas de classement                                                       | 24                                                                      | 264                                                                     | Kelly Gago                                                              | 20                                                                      |            |            |            |            |
| 32e         | 2019-2020  | Pas de titre attribué en raison de la pandémie de maladie à coronavirus | Pas de titre attribué en raison de la pandémie de maladie à coronavirus | Pas de titre attribué en raison de la pandémie de maladie à coronavirus | Pas de titre attribué en raison de la pandémie de maladie à coronavirus | Pas de titre attribué en raison de la pandémie de maladie à coronavirus | Pas de titre attribué en raison de la pandémie de maladie à coronavirus | Pas de titre attribué en raison de la pandémie de maladie à coronavirus |            |            |            |            |
| 33e         | 2020-2021  | Épreuve annulée en raison de la pandémie de maladie à coronavirus       | Épreuve annulée en raison de la pandémie de maladie à coronavirus       | Épreuve annulée en raison de la pandémie de maladie à coronavirus       | Épreuve annulée en raison de la pandémie de maladie à coronavirus       | Épreuve annulée en raison de la pandémie de maladie à coronavirus       | Épreuve annulée en raison de la pandémie de maladie à coronavirus       | Épreuve annulée en raison de la pandémie de maladie à coronavirus       |            |            |            |            |
| 34e         | 2021-2022  | Rodez AF                                                                | Le Havre AC                                                             | Pas de classement                                                       | 23                                                                      | 232                                                                     | Sarah Palacin                                                           | 18                                                                      |            |            |            |            |
| 35e         | 2022-2023  | AS Saint-Étienne                                                        | Lille OSC                                                               | Pas de classement                                                       | 24                                                                      | 264                                                                     | Selen Altunkulak Mama Diop                                              | 20                                                                      |            |            |            |            |
| 36e         | 2023-2024  | RC Strasbourg                                                           | FC Nantes                                                               | Olympique de Marseille                                                  | 12                                                                      | 132                                                                     | Aude Gbédjissi                                                          | 14                                                                      |            |            |            |            |
| 37e         | 2024-2025  | Olympique de Marseille                                                  | RC Lens                                                                 | Toulouse FC                                                             | 11                                                                      | 110                                                                     | Aude Gbédjissi                                                          | 15                                                                      |            |            |            |            |

## Organisation

### Format de la compétition
| \| US Orléans Le Mans FC RC Lens Olympique de · Marseille FC Metz OGC Nice Rodez AF Thonon Évian GFC LOSC Lille US Saint-Malo Toulouse FC \| Localisation des clubs engagés dans le championnat. |
| US Orléans Le Mans FC RC Lens Olympique de · Marseille FC Metz OGC Nice Rodez AF Thonon Évian GFC LOSC Lille US Saint-Malo Toulouse FC                                                           |

Le championnat oppose douze clubs français en une série de vingt-deux rencontres jouées durant la saison de football. Le classement est calculé avec le barème de points suivant : une victoire vaut trois points et le match nul un. La défaite ne rapporte aucun point. Les critères de départage entre plusieurs équipes au même nombre de points sont, dans l'ordre d'importance, plus grand nombre de points dans les confrontations directes, la plus grande différence de buts particulière, la plus grande différence de buts générale puis le plus grand nombre de buts marqués. En dernier lieu, une rencontre supplémentaire sur terrain neutre est organisée avec, éventuellement, l'épreuve des tirs au but.
À la fin de la saison, les deux dernières sont reléguées en troisième division.
Les dix premiers de Division 2 2023-2024 et les deux premiers de Division 3 2023-2024 (appelés les promus) participent à la saison de Seconde Ligue 2024-2025.
| Club                   | Depuis | Entraîneur         | Stade                                          | Capacité | Nombre de saisons en D2 |
| ---------------------- | ------ | ------------------ | ---------------------------------------------- | -------- | ----------------------- |
| LOSC Lille             | 2024   | Yacine Guesmia     | Stadium, Lille                                 | 550      | 10                      |
| Olympique de Marseille | 2020   | Frank Borrelli     | OM Campus, Marseille                           | 550      | 10                      |
| OGC Nice               | 2019   | Matthieu Esposito  | Stade de la Plaine du Var, Nice                | 1 000    | 5                       |
| RC Lens                | 2015   | Sarah M'Barek      | Stade Degouve-Brabant, Arras                   | 2 800    | 4                       |
| Rodez AF               | 2023   | Karima Taieb       | Stade de Vabre, Onet-le-Château                | 400      | 7                       |
| US Orléans             | 2018   | Dominique Morabito | Stade de la Source, Orléans                    | 7500     | 16                      |
| Thonon Évian GG FC     | 2017   | Wahid Chaouki      | Stade Camille-Fournier, Évian-les-Bains        | 1 524    | 7                       |
| FC Metz                | 2020   | Marine Morel       | Stade Dezavelle, Longeville-lès-Metz           | 1 500    | 12                      |
| Le Mans FC             | 2022   | Damien Bollini     | Complexe de la Californie, Le Mans             | 400      | 12                      |
| US Saint-Malo          | 2024   | Roland Jamelot     | Stade de Marville, Saint-Malo                  | 2 500    | 0                       |
| Toulouse FC            | 2024   | Antoine Gérard     | Stadium de Toulouse (terrain annexe), Toulouse | 1 500    | 11                      |

## Records
| Clubs                  | Titres | Années           |
| ---------------------- | ------ | ---------------- |
| FC Vendenheim          | 3      | 2004, 2007, 2011 |
| Caluire SCSC           | 2      | 1996, 1998       |
| FCF Condéen            | 2      | 1983, 2006       |
| ESOFV La Roche-sur-Yon | 2      | 1995, 2009       |
| Toulouse FC            | 2      | 1994, 2012       |
| FCF Hénin-Beaumont     | 2      | 2003, 2013       |
| Rodez AF               | 2      | 2010, 2022       |
| Olympique de Marseille | 2      | 2016, 2025       |
| FCE Le Neubourg        | 1      | 1984             |
| AO Boranaise           | 1      | 1985             |
| US Villaines           | 1      | 1986             |
| OS Monaco              | 1      | 1993             |
| Montpellier Le Crès    | 1      | 1997             |
| Saint-Memmie Olympique | 1      | 1999             |
| SC Schiltigheim        | 1      | 2000             |
| Paris Saint-Germain    | 1      | 2001             |
| USO Bruay-la-Buissière | 1      | 2002             |
| US Compiègne           | 1      | 2005             |
| FCF Nord Allier Yzeure | 1      | 2008             |
| ASPTT Albi             | 1      | 2014             |
| VGA Saint-Maur         | 1      | 2015             |
| Lille OSC              | 1      | 2017             |
| FC Metz                | 1      | 2018             |
| Stade de Reims         | 1      | 2019             |
| AS Saint-Étienne       | 1      | 2023             |
| RC Strasbourg          | 1      | 2024             |

| Rang | Match                               | Stade                  | Date             | Affluence |
| ---- | ----------------------------------- | ---------------------- | ---------------- | --------- |
| 1    | RC Lens - FC Metz                   | Stade Bollaert         | 19 avril 2025    | 10 237    |
| 2    | FC Metz - Lille OSC                 | Stade Saint Symphorien | 13 avril 2025    | 7 882     |
| 3    | Toulouse FC - Lille OSC             | Stadium de Toulouse    | 8 décembre 2024  | 7 402     |
| 4    | Le Mans FC - RC Lens                | Stade Marie Marvingt   | 27 novembre 2022 | 6 421     |
| 5    | Le Mans FC - Olympique de Marseille | Stade Marie Marvingt   | 15 octobre 2023  | 6 378     |

Alors que Le Mans gardait leur monopole depuis 2022 grâce à de belles opérations commerciales pour "le" match de leur saison, la saison 2024/2025 bat tous les records, notamment avec plus de 10 000 spectateurs à Bollaert pour la validation de la promotion des lensoises en Première Ligue.